# Nungui Corona
Nungui Corona est une corona, formation géologique en forme de couronne, située sur la planète Vénus par -42,5° S et 245,2° E. Elle est localisée dans le quadrangle d'Helen Planitia. Elle a été nommée en référence à Nungui, déesse Hibaro (Pérou/Équateur) de la fertilité. 

## Géographie et géologie
Nungui Corona couvre une surface circulaire d'environ 150 km de diamètre. 